# 杨驰
杨驰，中华人民共和国教育部长江学者讲座教授，上海交通大学教授，主要从事计算流体动力学、计算结构动力学、流固耦合等方面的研究工作。

## 生平
杨驰毕业于上海交通大学船舶与海洋工程系，后在夏威夷大学海洋工程系从事博士后研究工作，1994年起在美国乔治·梅森大学计算科学学院任教。